# أودري برونيو
أودري برونيو (بالفرنسية: Audrey Bruneau)‏
```
مواليد 
21 سبتمبر
 
1992
 في 
كليشي
، 
فرنسا
، هي لاعبة 
كرة يد
 فرنسية تلعب كظهير أيسر. مثلت 
منتخب فرنسا لكرة اليد للسيدات
. حققت المركز الثاني في بطولة العالم لكرة اليد للسيدات 2011.
[
1
]
```

## سجل المنافسة
شاركت في البطولات التالية:
- بطولة العالم لكرة اليد للسيدات 2011
- بطولة أوروبا لكرة اليد للسيدات 2012

## الميداليات
| الميدالية | المسابقة                            |
| --------- | ----------------------------------- |
| فضية      | بطولة العالم لكرة اليد للسيدات 2011 |

## روابط خارجية
- أودري برونيو على موقع الاتحاد الأوروبي لكرة اليد (الإنجليزية)